# Elateropsis lineatus
Elateropsis lineatus är en skalbaggsart som först beskrevs av Linne 1758.  Elateropsis lineatus ingår i släktet Elateropsis och familjen långhorningar.
Artens utbredningsområde är Kuba. Inga underarter finns listade i Catalogue of Life.